# Hypoctonus siamensis
Hypoctonus siamensis är en spindeldjursart som beskrevs av Haupt 1996. Hypoctonus siamensis ingår i släktet Hypoctonus och familjen Thelyphonidae. Inga underarter finns listade i Catalogue of Life.